# Samba Caju
Samba Caju é uma cidade e município da província do Cuanza Norte, em Angola.
Tem 2 012 km² e cerca de 96 mil habitantes. É limitado a norte pelos municípios de Quiculungo e Ambaca, a leste pelo município de Calandula, a sul pelo município de Cacuso, e a oeste pelos municípios de Lucala e Banga.
O município é constituído pela comuna-sede, correspondente à cidade de Samba Caju, e pela comuna de Samba Lucala.